# Волошенко Сава Васильович
Сава Васильович Волошенко (5 квітня 1904, село Мала Солтанівка, тепер Фастівського району Київської області — ?) — радянський і партійний діяч, секретар Ровенського обкому КП(б)У, 1-й секретар Чуднівського і Дубновського (Дубенського) районних комітетів КП(б)У, 1-й секретар Ровенського міського комітету КП(б)У.

## Життєпис
Народився в бідній селянській родині.
З 1923 по 1929 рік працював ремонтним робітником залізничної станції Пост Волинський. У 1929—1930 роках — зкрутчик і зчіплювач вагонів залізничної станції Пост Волинський.
Член ВКП(б) з 1929 року.
З 1930 по 1933 рік навчався на робітничому факультеті Київського інституту народного господарства імені Мікояна.
З 1933 року — редактор газети політичного відділу Макарівської машинно-тракторної станції Київської області.
Після закінчення курсів культпропів ЦК КП(б)У працював секретарем Олевського районного комітету КП(б)У Житомирської області.
З 1938 до 1939 року — 1-й секретар Чуднівського районного комітету КП(б)У Житомирської області.
З вересня 1939 року — голова Дубновського тимчасового управління Волинського воєводства. З грудня 1939 року — 1-й секретар Дубновського повітового комітету КП(б)У.
У лютому 1940—1941 роках — 1-й секретар Дубновського районного комітету КП(б)У Ровенської області.
З квітня по липень 1941 року — секретар Ровенського обласного комітету КП(б)У з промисловості.
З липня 1941 по червень 1946 року — в Червоній армії, учасник німецько-радянської війни. Служив на політичній роботі на Південно-Західному фронті, був старшим інструктором із агітації і пропаганди політичного відділу 13-ї гвардійської стрілецької дивізії, заступником із політичної частини командира 15-го гвардійського окремого медико-санітарного батальйону 13-ї гвардійської стрілецької дивізії 32-го гвардійського стрілецького корпусу 5-ї гвардійської армії, старшим інструктором із оргпартроботи політичного відділу 13-ї гвардійської стрілецької дивізії. У 1945 році — на військово-політичній роботі в 461-му артилерійському плку Центральної групи радянських військ.
У листопаді 1946 — 30 січня 1950 року — 2-й секретар Ровенського міського комітету КП(б)У.
З 30 січня по грудень 1950 року — 1-й секретар Ровенського міського комітету КП(б)У. 
30 грудня 1950 — 1951 року — заступник голови виконавчого комітету Ровенської обласної ради депутатів трудящих.
У 1951 — після 1957 року — завідувач Ровенського обласного відділу комунального господарства, начальник Ровенського обласного управління житлово-комунального господарства. На 1958—1966 роки — начальник Ровенського обласного управління матеріально-технічного постачання і збуту при облвиконкомі.
Подальша доля невідома.

## Звання
- старший політрук
- гвардії майор

## Нагороди
- орден Вітчизняної війни І ст. (24.03.1945)
- орден Вітчизняної війни ІІ ст. (2.09.1944)
- орден Трудового Червоного Прапора (23.01.1948)
- орден Червоної Зірки (25.10.1943)
- медаль «За бойові заслуги» (24.11.1942)
- медаль «За оборону Сталінграда» (1942)
- медаль «За визволення Праги» (1945)
- медаль «За перемогу над Німеччиною у Великій Вітчизняній війні 1941—1945 рр.» (1945)
- медалі